# Protohermes hainanensis
Protohermes hainanensis är en insektsart som beskrevs av C.-k. Yang och Ding Yang 1990. Protohermes hainanensis ingår i släktet Protohermes och familjen Corydalidae. Inga underarter finns listade i Catalogue of Life.